# 蘇瓦山
蘇瓦山（直译：「干燥的山」）是塞爾維亞的山峰，位於該國東南部尼什卡礦泉和巴布什尼察之間，處於首都貝爾格萊德東南面240公里，長45公里、寬15公里，海拔高度1,810米。

## 图集

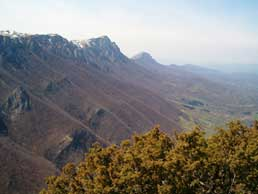
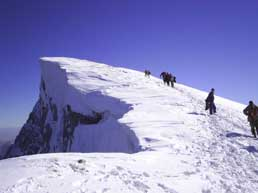
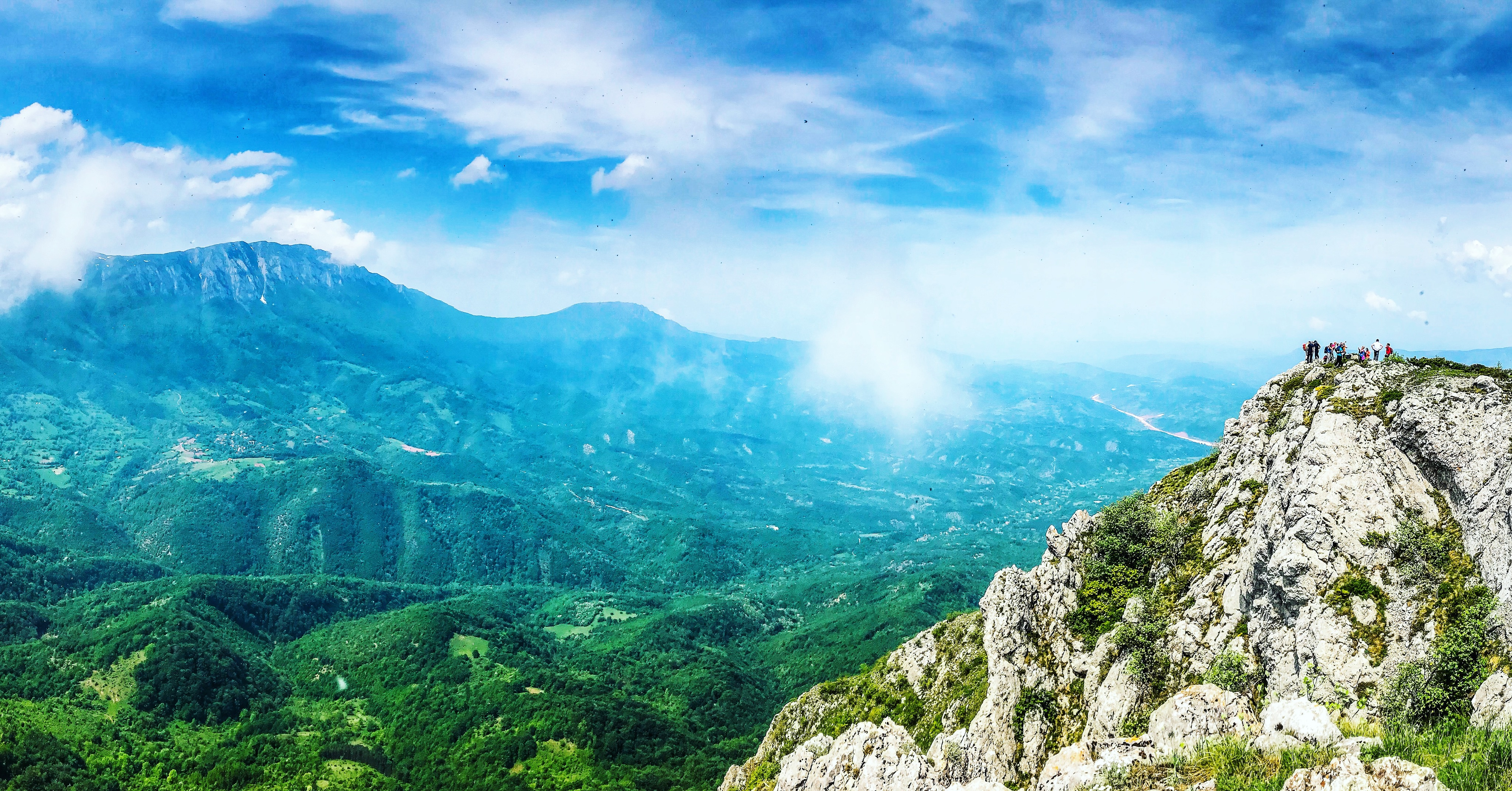